# Serrat Rodó (Pinós)
El Serrat Rodó és una muntanya de 814 metres a cavall dels municipis de Pinós i de Torà, a la comarca del Solsonès.